# Адміністративний устрій Окнянського району
Адміністративний устрій Окнянського району — адміністративно-територіальний поділ ліквідованого Окнянського району Одеської області на 1 селищну громаду та 4 сільських ради, які об'єднували 55 населених пунктів та були підпорядковані Окнянській районній раді. Адміністративний центр — смт Окни..
Окнянський район був ліквідований 17 липня 2020 року.

## Список громадОкнянського району
- Окнянська селищна громада

## Список радОкнянського району
| № | Назва                      | Центр         | Населені пункти                                       | Площа км² | Місце за площею | Населення (2001), чол. | Місце за населенням | Розташування |
| - | -------------------------- | ------------- | ----------------------------------------------------- | --------- | --------------- | ---------------------- | ------------------- | ------------ |
| 1 | Гавиноська сільська рада   | с. Гавиноси   | с. Гавиноси                                           |           |                 |                        |                     |              |
| 2 | Федосіївська сільська рада | c. Федосіївка | c. Федосіївка с. Новокрасне                           |           |                 |                        |                     |              |
| 3 | Цеханівська сільська рада  | c. Цеханівка  | c. Цеханівка с. Горячівка с. Омелянівка с. Степанівка |           |                 |                        |                     |              |
| 4 | Чорнянська сільська рада   | c. Чорна      | c. Чорна с. Дігори                                    |           |                 |                        |                     |              |

* Примітки: м. — місто, с-ще — селище, смт — селище міського типу, с. — село